# Martin Cadotte
Martin Cadotte (né le 5 janvier 1971 à Ottawa) est un réalisateur et documentariste canadien .

## Biographie
Martin Cadotte a fait ses études secondaires À l'Académie Saint-Louis,  ses études collégiales au Cégep de Sainte-Foy, puis ses études universitaires à l'Université Laval.
1998: Diplômé de l'inis du programme long, profil Réalisateur 
2017 à 2019 Martin est directeur du programme télévision de L’inis.

## Filmographie
(mars 2024).
Fiction
- 2020 : La Vie compliquée de Léa Olivier (12 épisodes de 30 minutes)[4]
- 2019 : La Malédiction de Jonathan Plourde (6 épisodes de 60 minutes)
- 2018 à 2020 : Mehdi et Val (163 épisodes de 24 minutes)
- 2015 à 2017 : Toi et moi (25 épisodes de 22 minutes)
- 2012 à 2018 : Motel Monstre (128 épisodes de 24 minutes)[5]
- 2015 : Jérôme (4 épisodes X 22 minutes)
- 2012 : Tranche de vie (10 épisodes de 24 minutes)
- 2007 à 2010 : Moitié, moitié (79 épisodes de 24 minutes)
- 2007 : Pointe-aux-chimères (5 épisodes de 54 minutes)

Documentaires
- 2017 : French en Amérique (2 épisodes de 60 minutes)
- 2016 : Garde manger (13 épisodes de 54 minutes)
- 2015 : Le Rêve de Champlain (6 épisodes de 28 minutes), Champlain's Dream (1 épisodes de 56 minutes)
- 2011 : La Ruée vers l'or (8 épisodes de 54 minutes)[6]
- 2009 : Destination Nor'Ouest 2 (8 épisodes de 45 minutes)
- 2006 : Destination Nor'Ouest (8 épisodes de 45 minutes)
- 2002 à 2004 : Portées disparues (1 épisode de 25 minutes)
- 2002 à 2004 : Poussière mortelle 2 (1 épisode de 25 minutes)
- 2002 à 2004 : Fous du surf (1 épisode de 25 minutes)
- 2002 à 2004 : Fabriqué au Canada (1 épisode de 25 minutes)
- 2002 à 2004 : Piqueries supervisée (1 épisode de 20 minutes)
- 2002 à 2004 : Le Téléscope au mercure (1 épisode de 10 minutes)

Courts métrages
- 2017 : Je me souviens - Louis Hébert et Marie Rollet
- 2001 : 90 secondes d'existence
- 2000 : Le Chapeau ou l'Histoire d'un malentendu
- 1999 : Le Souper

Divers
- 2011 à 2014 : Les chefs (52 épisodes de 44 minutes)
- 2017 : Mes souvenirs sont ici (12 épisodes de 2 minutes)
- 2016 : Qu'ont en commun (25 épisodes de 2 minutes)
- 2011 à 2014 : Ruby (58 épisodes de 28 minutes)
- 2002 à 2004 : Jeux olympiques de Salt Lake City, Sydney et Athènes (couverture studio, multi-caméra)

## Récompenses et distinctions
- 2018 : Prix Alliance médias jeunesse : Prix du public pour Motel Monstre
- 2014 : Prix Alliance médias jeunesse : Meilleur émission de télévision jeunesse pour Motel Monstre
- 2012 : Prix Gémeaux : Meilleure réalisation pour Les chefs
- 2012 : Prix Gémeaux : Meilleure série pour Les chefs
- 2012 : Banff world Media festival - rockies program competition : pour La ruée vers l'or
- 2009 : Prix Gémeaux : Meilleure réalisation pour Destination Nor'Ouest 2
- 2005 : Médaille de bronze au New York Festival : pour Poussière Mortelle 2
- 2004 : Médaille d'or au New York Festival : pour Portées disparues
- 2003 : Prix Gemini : pour Portées disparues